# ニケ (小惑星)
ニケ (307 Nike) は、小惑星帯にある典型的な大きさの小惑星である。
1891年2月16日にオーギュスト・シャルロワがニースで発見した。名前はギリシア神話の勝利の女神ニケ、あるいはニースの異称に由来する。